# Love Unlimited (chanson)

Love Unlimited (Amour illimité) est la chanson de l'artiste bulgare Sofi Marinova qui représente la Bulgarie au Concours Eurovision de la chanson 2012 à Bakou, en Azerbaïdjan.
Principalement interprétée en bulgare, la chanson contient également des mots en arabe, azéri, anglais, espagnol, français, grec, italien, romani, serbo-croate et turc, ce qui fait de celle-ci, la chanson comportant le plus de langues dans toute l'histoire du concours.

## Eurovision 2012
La chanson est sélectionnée le 29 février 2012 lors d'une finale nationale.
Elle participe à la seconde demi-finale du Concours Eurovision de la chanson 2012, le 24 mai 2012.